# Рио Негро (приток на Уругвай)
Рио Негро (на португалски: Rio Negro и на испански: Rio Negro) е река в Бразилия и Уругвай, ляв приток на река Уругвай. Дължината ѝ е 750 km, а площта на водосборния басейн – 69 700 km² (19,1% от водосборния басейн на река Уругвай).
Река Рио Негро води началото си на 355 m н.в., от най-южните разклонения на Бразилското плато, в бразилския щат Рио Гранди до Сул, на около 24 km източно от град Баже. След около 70 km навлиза в Уругвай и по цялото си протежение тече в посока запад-югозапад предимно по равнинни местности с преобладаващо бавно и спокойно течение. Влива се отляво в река Уругвай, на 1 m н.в., на около 40 km югозападно от град Мерседес. Основни притоци: леви – Йи (210 km), Аройо Гранде до Сул, Аройо Гранде до Норд (135 km), Бекело; десни – Пиран, Такеарембо (260 km, най-голям приток), Салсипуелес. Подхранването ѝ е предимно дъждовно. Средният годишен отток при град Мерседес е 650 m³/s. В средното ѝ течение са изградени два големи язовира – „Ринкон дел Бонете“ и „Байгора“, като в основата на преградните им стени действат мощни ВЕЦ-ове. Плавателна е за плитко газещи речни съдове в долното си течение, до град Мерседес. В средното ѝ течение, между двата язовира е разположен град Пасо де лос Торос.